# Poço Redondo
Poço Redondo là một đô thị thuộc bang Sergipe, Brasil. Đô thị này có diện tích 1220 km², dân số năm 2020 là 35.122 người, mật độ 29 người/km².